# 카루 (라다크)

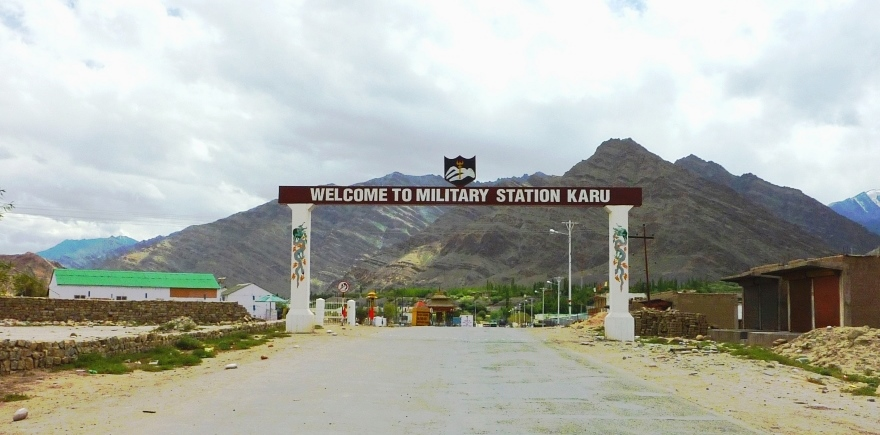
카루의 군영 환영 표지

카루(Karu)는 인도 북부 잠무와 카시미르에 속해있는 라다크의 레 디스트릭트의 타운이다. 레마날리(Leh-Manali) 고속도로의 레(Leh)에서 남쪽으로 34킬로미터 지점에 위치해 있다.